# Токио (вертодром)
Вертодром Токио  (яп. 東京へリポート То:кё:-хэрипо:то) — это вертодром, расположенный в специальном районе Кото. В основном используется для чартерных рейсов в регионе Большого Токио.

## История
Доступ к аэропорту осуществляется через станцию Син-Киба. Около 15 компаний работают с этим вертодромом. Отдел полиции Токийского метрополитена, Токийское отделение пожарной охраны, Отделение пожарной охраны Кавасаки и другие общественные организации используют средства этого вертодрома.
Изначально открытый в районе Тацуми в 1964 году, вертодром стал называться «Токийским Вертодромом» в 1971 году. В этом же году он расположился на станции Син-Киба. В результате усовершенствований в 1989 и 1990 годах, вертодром был приведён к нынешнему виду.